# Vojko Duletič
Vojko Duletič, slovenski montažer, scenarist in režiser, * 4. marec 1924, Ljubljana, † 7. maj 2013.

## Osebno življenje
Med drugo svetovno vojno je bil mobiliziran v nemško vojsko, boril se je v Grčiji, nikoli ni bil član partije, bil je deklarirani gej.

## Delo
Duletič je svojo kariero začel kot montažer leta 1958. Njegov prvi scenarij je bil za film Samorastniki. Kasneje je po literarnih predlogah režiral vse svoje celovečerne filme, vendar jim je vtisnil močan avtorski pečat. Sodeloval je s Triglav filmom, z distribucijsko hišo Vesna film, z Viba filmom, predvsem v začetku kariere pa se je veliko ukvarjal tudi s filmsko publicistiko.
Med slovenskimi režiserji sodi Duletič med umirjene ustvarjalce. Ustvarjal je v sebi lastnem slogu, v svojih filmih pa je s pomočjo odličnih igralcev plastično prikazal podobo kmečkega, podeželskega in mestnega prebivalstva v boju za preživetje, bodisi v vojnem, bodisi v mirnodobnem času. 
Duletičev filmski opus po večini vsebuje slovensko tematiko, zaradi česar njegovi filmi ne beležijo velikih prodajnih uspehov, niti niso v letih nastanka gostovali na filmskih festivalih. 

## Filmografija
Po literarnih predlogah
- Na klancu (1971)
- Ljubezen na odoru (1973)
- Med strahom in dolžnostjo (1975)
- Draga moja Iza (1979)
- Deseti brat (1982)
- Doktor (1985)
- Na petelina
- Podobe iz sanj

Kratki filmi
- Gotska plastika na Slovenskem
- Lutkarji
- Slike iz galerije
- Cinema verite
- Vikend v Velenju
- Hoja za soncem

## Nagrade in priznanja
- častni član Društva slovenskih režiserjev (2012)
- zlati red za zasluge Republike Slovenije (2005)
- Nagrada Metoda Badjure za življenjsko delo (2004)
- Badjurova nagrada (1979) ali/in? Zlata plaketa Metod Badjura - za film Draga moja Iza
- nagrada Prešernovega sklada - za režijsko kreacijo filma Med strahom in dolžnostjo